# Bruinborstbospatrijs
De bruinborstbospatrijs (Arborophila brunneopectus) is een vogel uit de familie fazantachtigen (Phasianidae). De wetenschappelijke naam van de soort is voor het eerst geldig gepubliceerd in 1855 door Blyth.

## Voorkomen
De soort komt voor in Zuidoost-Azië en telt 3 ondersoorten:
- A. b. brunneopectus: van zuidwestelijk China tot oostelijk Myanmar, noordelijk Laos en westelijk Thailand.
- A. b. henrici: noordelijk en centraal Vietnam.
- A. b. albigula: het zuidelijke deel van Centraal-Vietnam.

## Beschermingsstatus
Op de Rode Lijst van de IUCN heeft de soort de status veilig.